# I'm Every Woman
"I'm Every Woman" là một bài hát của nghệ sĩ thu âm người Mỹ Chaka Khan nằm trong album phòng thu đầu tay của bà, Chaka (1978). Đây là bản hit đầu tiên của Khan sau khi tách khỏi ban nhạc funk Rufus. Nó được sản xuất bởi Arif Mardin và được viết lời bởi đội ngũ sáng tác thành công là Nickolas Ashford và Valerie Simpson. Bài hát cũng đánh dấu sự nghiệp hát đơn của Khan, người sẽ rời khỏi Rufus sau album phòng thu thứ tám Masterjam (1979).
Phiên bản của Khan đạt vị trí thứ 21 trên bảng xếp hạng Billboard Hot 100, vị trí quán quân trên Hot R&B/Hip -Hop Songs và thứ 11 ở Vương quốc Anh. Năm 1989, "I'm Every Woman" được phối lại và tái phát hành cho album phối lại Life is a Dance - The Remix Project, và đạt vị trí thứ tám ở Vương quốc Anh. Sau đó, nữ ca sĩ người Mỹ Whitney Houston đã thu âm bài hát vào năm 1992 cho album nhạc phim The Bodyguard, được sản xuất bởi David Cole và Robert Clivillés bên cạnh phần sản xuất giọng hát được thực hiện bởi Narada Michael Walden, và biến nó trở thành một hit lớn đối với thế hệ mới.

## Xếp hạng
| Bảng xếp hạng (1978)                     | Vị trí cao nhất |
| ---------------------------------------- | --------------- |
| Anh Quốc (OCC)                           | 11              |
| Hoa Kỳ Billboard Hot 100                 | 21              |
| Hoa Kỳ Dance Club Songs (Billboard)      | 30              |
| Hoa Kỳ Hot R&B/Hip-Hop Songs (Billboard) | 1               |
| Bảng xếp hạng (1979)                     | Vị trí cao nhất |
| Úc (Kent Music Report)                   | 37              |
| Ireland (IRMA)                           | 16              |
| Hà Lan (Single Top 100)                  | 15              |
| New Zealand (Recorded Music NZ)          | 18              |
| Bảng xếp hạng (1989)                     | Vị trí cao nhất |
| Bỉ (Ultratop 50 Flanders)                | 20              |
| Ireland (IRMA)                           | 7               |
| Hà Lan (Single Top 100)                  | 9               |
| Anh Quốc (Official Charts Company)       | 8               |

## Phiên bản của Whitney Houston
Năm 1992, Whitney Houston thu âm "I'm Every Woman" cho album nhạc phim The Bodyguard, và phát hành nó như là đĩa đơn thứ hai trích từ album vào ngày 2 tháng 1 năm 1993 bởi Arista Records. Phiên bản của Houston được sản xuất bởi David Cole và Robert Clivillés bên cạnh phần sản xuất giọng hát được thực hiện bởi Narada Michael Walden.

### Phát hành
Khi "I'm Every Woman" được phát hành, đĩa đơn trước đó của Houston, "I Will Always Love You" vẫn đang thống trị bảng xếp hạng Billboard Hot 100 (và tiếp tục trụ vững ở vị trí số một trong tám tuần nữa). Phiên bản "I'm Every Woman" của cô đã gặt hái những thành công vượt trội về mặt thương mại, thậm chí còn lớn hơn so với bản gốc, đạt vị trí thứ tư trên Billboard Hot 100 chỉ trong tuần thứ bảy và thứ tám có mặt trên bảng xếp hạng, và tồn tại ở top 40 trong 19 tuần. Bài hát đạt vị trí quán quân trên bảng xếp hạng Hot Dance Club Play, thứ năm trên Hot R&B/Hip-Hop Songs, và nằm trong top 40 trên Hot Adult Contemporary Tracks. Nó cũng đạt được nhiều thành công đáng kể trên thị trường quốc tế, lọt vào top 10 ở Bỉ, Phần Lan, Ireland, Ý, Hà Lan, New Zealand, Tây Ban Nha, Thụy Sĩ và Vương quốc Anh, và lọt vào top 20 ở những quốc gia khác. Trái ngược với những tin đồn trước đó, Houston đã không hát nền trong bản gốc năm 1978 của Khan. Sau đó, bà cũng khẳng định điều này trong một cuộc phỏng vấn với Lester Holt vào năm 2012.

### Video ca nhạc
Video ca nhạc được đạo diễn bởi Randee St. Nicholas, và được ghi hình trong khoảng thời gian Houston đang mang thai, bên cạnh những hình ảnh từ bộ phim. Video cũng có sự xuất hiện của Cissy Houston (mẹ của Houston), cũng như Chaka Khan, Valerie Simpson, Martha Wash và TLC. Bài hát đã giúp Houston chiến thắng một Giải thưởng NAACP Image cho Video ca nhạc ngoài sức tưởng tượng, và nhận được một đề cử giải Grammy trong năm 1994 ở hạng mục Trình diễn giọng R&B nữ xuất sắc nhất.

### Danh sách bài hát
Đĩa CD
1. "I'm Every Woman" – 4:45
2. "Who Do You Love" – 3:55

Đĩa CD maxi tại châu Âu
1. "I'm Every Woman" (bản 7") – 4:44
2. "I'm Every Woman" (Clivillés & Cole House Mix I) – 10:37
3. "I'm Every Woman" (a cappella mix) – 4:27

Đĩa CD maxi tại Anh quốc
1. "I'm Every Woman" (bản 7") – 4:44
2. "I'm Every Woman" (Every Woman's House/Club Mix Radio Edit) – 4:40
3. "I'm Every Woman" (Clivillés & Cole House Mix I) – 10:37
4. "I'm Every Woman" (Every Woman's House/Club Mix) – 10:14
5. "I'm Every Woman" (Every Woman's Beat) – 4:11
6. "I'm Every Woman" (a cappella mix) – 4:27

Đĩa CD maxi tại Hoa Kỳ
1. "I'm Every Woman" (Every Woman's House/Club Mix Radio Edit) – 4:40
2. "I'm Every Woman" (bản album) – 4:45
3. "I'm Every Woman" (Every Woman's House/Club Mix) – 10:14
4. "I'm Every Woman" (Clivillés & Cole House Mix I) – 10:37
5. "I'm Every Woman" (Clivillés & Cole House Mix II) – 10:54
6. "Who Do You Love" – 3:55

Đĩa 12" tại Hoa Kỳ
1. "I'm Every Woman" (Every Woman's House/Club Mix) – 10:14
2. "I'm Every Woman" (Every Woman's Beat) – 4:11
3. "I'm Every Woman" (Clivillés & Cole House Mix I) - 10:37
4. "I'm Every Woman" (Clivillés & Cole House Mix II) - 10:54
5. "I'm Every Woman" (The C & C Dub) – 10:03
6. "I'm Every Woman" (a cappella mix) – 4:27

### Xếp hạng
| Bảng xếp hạng (1993)                     | Vị trí cao nhất |
| ---------------------------------------- | --------------- |
| Úc (ARIA)                                | 11              |
| Áo (Ö3 Austria Top 40)                   | 19              |
| Bỉ (Ultratop 50 Flanders)                | 2               |
| Canada (RPM)                             | 2               |
| Canada Adult Contemporary (RPM)          | 11              |
| Canada Dance/Urban (RPM)                 | 1               |
| Châu Âu (European Hot 100 Singles)       | 6               |
| Phần Lan (Suomen virallinen lista)       | 10              |
| Pháp (SNEP)                              | 11              |
| Đức (Official German Charts)             | 13              |
| Ireland (IRMA)                           | 4               |
| Ý (Musica e dischi)                      | 8               |
| Hà Lan (Dutch Top 40)                    | 3               |
| Hà Lan (Single Top 100)                  | 4               |
| New Zealand (Recorded Music NZ)          | 5               |
| Tây Ban Nha (AFYVE)                      | 3               |
| Thụy Điển (Sverigetopplistan)            | 7               |
| Thụy Sĩ (Schweizer Hitparade)            | 18              |
| Anh Quốc (OCC)                           | 4               |
| Hoa Kỳ Billboard Hot 100                 | 4               |
| Hoa Kỳ Adult Contemporary (Billboard)    | 1               |
| Hoa Kỳ Dance Club Songs (Billboard)      | 1               |
| Hoa Kỳ Hot R&B/Hip-Hop Songs (Billboard) | 5               |
| Hoa Kỳ Pop Airplay (Billboard)           | 3               |
| Hoa Kỳ Rhythmic (Billboard)              | 11              |
| Bảng xếp hạng (2012)                     | Vị trí cao nhất |
| Nhật Bản (Japan Hot 100)                 | 53              |

| Bảng xếp hạng (1993)                 | Vị trí |
| ------------------------------------ | ------ |
| Australia (ARIA)                     | 61     |
| Belgium (Ultratop 50 Flanders)       | 41     |
| Canada (RPM)                         | 31     |
| Canada Adult Contemporary (RPM)      | 79     |
| Canada Dance/Urban (RPM)             | 13     |
| Europe (European Hot 100 Singles)    | 36     |
| Germany (Official German Charts)     | 80     |
| Italy (Hit Parade)                   | 62     |
| Japan (Tokyo Hot 100)                | 8      |
| Netherlands (Dutch Top 40)           | 46     |
| Netherlands (Single Top 100)         | 56     |
| UK Singles (Official Charts Company) | 51     |
| US Billboard Hot 100                 | 39     |
| US Hot Dance Club Songs (Billboard)  | 10     |
| US Hot R&B/Hip-Hop Songs (Billboard) | 35     |

### Chứng nhận
| Quốc gia                                                                           | Chứng nhận | Số đơn vị/doanh số chứng nhận |
| ---------------------------------------------------------------------------------- | ---------- | ----------------------------- |
| Úc (ARIA)                                                                          | Vàng       | 35.000                        |
| Hoa Kỳ (RIAA)                                                                      | Vàng       | 500.000^                      |
| * Chứng nhận dựa theo doanh số tiêu thụ. ^ Chứng nhận dựa theo doanh số nhập hàng. |            |                               |

### Những phiên bản khác
Sau thành công của phiên bản do Whitney Houston trình bày, The Oprah Winfrey Show đã sử dụng "I'm Every Woman" làm nhạc nền trong giai đoạn 1993-1994, sử dụng phiên bản hát lại cùng với lời bài hát mới để quảng bá  và một màn biểu diễn nhạc cụ đã được sử dụng như là chủ đề bài hát. Vào năm 2006, nó đã được hát lại trong mùa thứ năm của American Idol bởi Mandisa, và đưa vào album American Idol Season 5: Encores. Từ 2012-2013, bài hát đã được hát lại bởi Heather Headley trong vở nhạc kịch The Bodyguard Musical.